# Bengt Ekström (militär)
Ernst Bengt Anders Ekström, född 7 oktober 1931 i Lundby församling i Göteborgs och Bohus län, död 2 augusti 2009 i Täby församling i Stockholms län, var en svensk militär.

## Biografi
Ekström avlade studentexamen i Göteborg 1951. Han avlade marinofficersexamen vid Kungliga Sjökrigsskolan 1954 och utnämndes samma år till fänrik vid Älvsborgs kustartilleriregemente, där han befordrades till löjtnant 1956 och kapten 1963. Han var lärare vid Sjökrigsskolan 1964–1967 och tjänstgjorde vid staben i Östra militärområdet 1967–1969. År 1969 befordrades han till major vid Älvsborgs kustartilleriregemente och samma år erhöll han tjänst som lärare vid Militärhögskolan. Han befordrades till överstelöjtnant 1972. År 1977 befordrades han till överste, varefter han var chef för Sektion 2 i Marinstaben 1977–1980 och chef för Karlskrona kustartilleriregemente 1980–1982. Åren 1982–1984 var han stabschef vid Militärhögskolan, varefter han var ledamot av styrelsen för Försvarets förvaltningsskola 1984–1987, armé-, marin- och flygattaché vid ambassaden i Oslo 1986–1988 och försvarsattaché där 1988–1992.
Bengt Ekström invaldes 1973 som ledamot av Kungliga Örlogsmannasällskapet.